# Antoni Tomàs
Antoni Tomàs (Llucmajor, Mallorca, segle xv - Palma, Mallorca, 1524) fou un agermanat llucmajorer.
Tomàs destacà per impulsar la Revolta de les Germanies a Llucmajor i a la Part Forana de Mallorca. El 1521 fou nomenat en assemblea instador del poble de Llucmajor i, després, fou elegit síndic clavari del Sindicat de Fora. El 1522 anà en ambaixada a Barcelona, juntament amb altres agermanats. Després de la derrota de la germania fou sentenciat per Carles I a mort l'1 d'octubre de 1523, però es desconeix si la sentència fou executada.